# 胡多韋
51°32′16″N 34°10′39″E / 51.53778°N 34.17750°E
胡多韋（烏克蘭語：Гудове）是位於烏克蘭東北部的村莊，由蘇梅州紹斯特卡區的沙利希內市鎮負責管轄。該村處於拉普哈河畔，距離霍迪内1.5公里，海拔高度182米，2001年人口54。